# World Rally Championship-3 2024
La stagione 2024 del World Rally Championship-3 è stata la 12ª edizione della terza serie di supporto al campionato del mondo rally; è iniziata il 25 gennaio con il Rally di Monte Carlo e si è conclusa il 21 novembre con il Rally del Giappone.

## Riepilogo
Le squadre e gli equipaggi hanno gareggiato in tredici eventi, svolti contestualmente alla stagione 2024 del campionato del mondo rally, competetendo su auto conformi ai regolamenti del gruppo R e omologate nella categoria Rally3; come di consueto sono stati assegnati i titoli iridati generali per piloti e copiloti.
È stata una stagione emozionante e piena di nuove stelle nascenti, con molti vincitori diversi, ma la verita è che Diego Domínguez Jr. ha dominato la stagione vincendo ben 5 eventi di cui 3 consecutivi, il paraguagio è stato cinico per lo più negli sterrati, anche se è riuscito a portarsi a casa anche un evento asfalto, riuscendo sempre a performare e portarsi a casa un titolo che era sempre stato vinto da piloti europei da quando si chiama così, per risalire all'ultimo non europeo bisogna tornare al 2012 quando Benito Guerra vinceva quello che era il PWRC. Quest'anno inoltre in ambito costruttori c'è stata per la prima volto dopo qualche anno un duello, il predominio Ford è stato a volte messo in discussione da Renault che si è portata a casa un paio di vittorie.

## Calendario
Il campionato, con i suoi tredici appuntamenti, ha toccato quattro continenti, con dieci gare disputatesi in Europa, una in Africa, una in Asia e una in Sudamerica.
| Calendario definitivo | Calendario definitivo | Calendario definitivo                  | Calendario definitivo              | Calendario definitivo |
| Tappa                 | Data                  | Rally                                  | Sede                               | Superficie            |
| --------------------- | --------------------- | -------------------------------------- | ---------------------------------- | --------------------- |
| 1                     | 25-28 gennaio         | 92ème Rallye Automobile de Monte Carlo | Gap, Provenza-Alpi-Costa Azzurra   | Asfalto/neve          |
| 2                     | 15-18 febbraio        | 71th Sweden Rally                      | Umeå, Contea di Västerbotten       | Neve                  |
| 3                     | 28-31 marzo           | 72th Safari Rally Kenya                | Naivasha, Contea di Nakuru         | Sterrato              |
| 4                     | 18-21 aprile          | Croatia Rally 2024                     | Zagabria                           | Asfalto               |
| 5                     | 9-12 maggio           | 57º Vodafone Rally de Portugal         | Matosinhos, Porto                  | Sterrato              |
| 6                     | 30-2 giugno           | 21º Rally Italia Sardegna              | Olbia, Sardegna                    | Sterrato              |
| 7                     | 27-30 giugno          | 80° ORLEN Rajd Polski                  | Mikołajki, Varmia-Masuria, Polonia | Sterrato              |
| 8                     | 18-21 luglio          | Tet Rally Latvia 2024                  | Tartu, Tartumaa                    | Sterrato              |
| 9                     | 1-4 agosto            | 73th Secto Rally Finland               | Jyväskylä, Finlandia Centrale      | Sterrato              |
| 10                    | 5-8 settembre         | 68th EKO Acropolis Rally Greece        | Lamia                              | Sterrato              |
| 11                    | 26-29 settembre       | Rally Chile BIOBÍO 2024                | Concepción,                        | Sterrato              |
| 12                    | 31 ottobre            | 2th Central European Rally             | Passavia, Baviera                  | Asfalto               |
| 13                    | 21-24 novembre        | FORUM8 Rally Japan 2024                | Nagoya, Chūbu                      | Asfalto               |
| Fonte                 |                       |                                        |                                    |                       |

## Iscritti
| Costruttori | Auto                | Squadre                          | Pneumatici | Piloti                    | Copiloti              | Gare            |
| ----------- | ------------------- | -------------------------------- | ---------- | ------------------------- | --------------------- | --------------- |
| Ford        | Ford Fiesta Rally3  | Jan Černý                        | P          | Jan Černý                 | Ondřej Krajča         | 1-2, 5, 7-8, 12 |
| Ford        | Ford Fiesta Rally3  | Filip Kohn                       | P          | Filip Kohn                | Tom Woodburn          | 2, 4, 12        |
| Ford        | Ford Fiesta Rally3  | Diego Domínguez Jr.              | P          | Diego Domínguez Jr.       | Rogelio Peñate        | 2, 4-7, 11, 13  |
| Ford        | Ford Fiesta Rally3  | Norbert Maior                    | P          | Norbert Maior             | Francesca Maria Maior | 2, 4, 6, 9-10   |
| Ford        | Ford Fiesta Rally3  | FIA Rally Star                   | P          | Romet Jürgenson           | Siim Oja              | 2, 4, 6, 9-10   |
| Ford        | Ford Fiesta Rally3  | FIA Rally Star                   | P          | Taylor Gill               | Daniel Brkic          | 2, 4, 6, 9-10   |
| Ford        | Ford Fiesta Rally3  | FIA Rally Star                   | P          | Jose Caparó               | Esther Gutiérrez      | 2, 4, 6, 9-10   |
| Ford        | Ford Fiesta Rally3  | FIA Rally Star                   | P          | Max Smart                 | Cameron Fair          | 2, 4, 6, 9-10   |
| Ford        | Ford Fiesta Rally3  | Bruno Bulacia                    | P          | Bruno Bulacia             | Gabriel Morales       | 2, 5-7          |
| Ford        | Ford Fiesta Rally3  | Motorsport Ireland Rally Academy | P          | Eamonn Kelly              | Conor Mohan           | 2, 4, 6, 9-10   |
| Ford        | Ford Fiesta Rally3  | Jakub Matulka                    | P          | Jakub Matulka             | Daniel Dymurski       | 2, 4, 7         |
| Ford        | Ford Fiesta Rally3  | Mille Johansson                  | P          | Mille Johansson           | Johan Grönvall        | 2               |
| Ford        | Ford Fiesta Rally3  | Armin Schwarz Driving Experience | P          | Fabio Schwarz             | Bernhard Ettel        | 2, 4, 6, 9-10   |
| Ford        | Ford Fiesta Rally3  | Roberto Blach Jr.                | P          | Roberto Blach Jr.         | Mauro Barreiro        | 2, 4            |
| Ford        | Ford Fiesta Rally3  | RACB National Team               | P          | Tom Rensonnet             | Loïc Dumont           | 2               |
| Ford        | Ford Fiesta Rally3  | RACB National Team               | P          | Tom Rensonnet             | Manon Deliot          | 4, 6, 9-10      |
| Ford        | Ford Fiesta Rally3  | Raúl Hernández                   | P          | Raúl Hernández            | José Murado González  | 2, 4, 6, 9      |
| Ford        | Ford Fiesta Rally3  | Nataniel Bruun                   | P          | Nataniel Bruun            | Pablo Olmos           | 2, 4, 6-7, 9-10 |
| Ford        | Ford Fiesta Rally3  | ASP Racing                       | P          | Petr Borodin              | Roman Cheprasov       | 2, 4, 6, 9-10   |
| Ford        | Ford Fiesta Rally3  | Hamza Anwar                      | P          | Hamza Anwar               | Adnan Din             | 3               |
| Ford        | Ford Fiesta Rally3  | Viliam Prodan                    | P          | Viliam Prodan             | Marko Stiperski       | 4               |
| Ford        | Ford Fiesta Rally3  | Jan Pokos                        | P          | Jan Pokos                 | Viljem Ošlaj          | 4               |
| Ford        | Ford Fiesta Rally3  | Tristan Charpentier              | P          | Tristan Charpentier       | Florian Barral        | 4-5             |
| Ford        | Ford Fiesta Rally3  | Tristan Charpentier              | P          | Tristan Charpentier       | Patric Öhman          | 12              |
| Ford        | Ford Fiesta Rally3  | Slaven Šekuljica                 | P          | Slaven Šekuljica          | Damir Petrović        | 4-5, 10, 12     |
| Ford        | Ford Fiesta Rally3  | Castrol Ford Team Türkiye        | P          | Ali Türkkan               | Burak Erdener         | 4, 6, 9-10      |
| Ford        | Ford Fiesta Rally3  | Wintech Competição               | P          | Nuno Caetano              | Sofia Mouta           | 5               |
| Ford        | Ford Fiesta Rally3  | Eduardo Castro                   | P          | Eduardo Castro            | Javiera Roman         | 6               |
| Ford        | Ford Fiesta Rally3  | Eduardo Castro                   | P          | Eduardo Castro            | Diego Vallejo         | 11              |
| Ford        | Ford Fiesta Rally3  | Grzegorz Bonder                  | P          | Grzegorz Bonder           | Paweł Pochroń         | 7, 9            |
| Ford        | Ford Fiesta Rally3  | Dantex Rally Team                | P          | Marek Roefler             | Marek Bała            | 7               |
| Ford        | Ford Fiesta Rally3  | Paweł Ważny                      | P          | Paweł Ważny               | Bartosz Dzienis       | 7               |
| Ford        | Ford Fiesta Rally3  | Atölye Kazaz                     | P          | Kerem Kazaz               | Corentin Silvestre    | 8-9             |
| Ford        | Ford Fiesta Rally3  | Sports Racing Technologies       | P          | Enola Hsieh               | Matias Peippo         | 8               |
| Ford        | Ford Fiesta Rally3  | Henri Hokkala                    | P          | Henri Hokkala             | Kimmo Pahkala         | 9               |
| Ford        | Ford Fiesta Rally3  | Jesse Kallio                     | P          | Jesse Kallio              | Ville Pynnönen        | 9               |
| Ford        | Ford Fiesta Rally3  | Toni Herranen                    | P          | Toni Herranen             | Juho-Ville Koskela    | 9               |
| Ford        | Ford Fiesta Rally3  | Raoul Dahlqvist                  | P          | Raoul Dahlqvist           | Patric Öhman          | 9               |
| Ford        | Ford Fiesta Rally3  | Leevi Lassila                    | P          | Leevi Lassila             | Antti Linnaketo       | 9               |
| Ford        | Ford Fiesta Rally3  | Hubert Laskowski                 | P          | Hubert Laskowski          | Michał Kuśnierz       | 9-10, 12        |
| Ford        | Ford Fiesta Rally3  | Epaminondas Karanikolas          | P          | Epaminondas Karanikolas   | Giorgos Kakavas       | 10              |
| Ford        | Ford Fiesta Rally3  | Giorgos Delaportas               | P          | Giorgos Delaportas        | Evangelos Panaritis   | 10              |
| Ford        | Ford Fiesta Rally3  | Manos Stefanis                   | P          | Manos Stefanis            | Konstantinos Stefanis | 10              |
| Ford        | Ford Fiesta Rally3  | Stephanos Theocharopoulos        | P          | Stephanos Theocharopoulos | Giorgos Kotsalis      | 10              |
| Ford        | Ford Fiesta Rally3  | WRC Beyond Rally                 | P          | Lyssia Baudet             | Léa Sam-Caw-Freve     | 12              |
| Ford        | Ford Fiesta Rally3  | WRC Beyond Rally                 | P          | Suvi Jyrkiäinen           | Antti Linnaketo       | 12              |
| Ford        | Ford Fiesta Rally3  | WRC Beyond Rally                 | P          | Claire Schönborn          | Jara Hain             | 12              |
| Renault     | Renault Clio Rally3 | Ghjuvanni Rossi                  | P          | Ghjuvanni Rossi           | Kylian Sarmezan       | 1, 5-6, 11, 13  |
| Renault     | Renault Clio Rally3 | Mattéo Chatillon                 | P          | Mattéo Chatillon          | Maxence Cornuau       | 4-7, 9, 12      |
| Renault     | Renault Clio Rally3 | Tom Pieri                        | P          | Tom Pieri                 | Alexis Maillefert     | 5-6             |
| Renault     | Renault Clio Rally3 | Gracjan Predko                   | P          | Gracjan Predko            | Michał Jurgała        | 7               |
| Renault     | Renault Clio Rally3 | Lightgrey                        | P          | Joosep Ralf Nõgene        | Hendrik Kraav         | 8               |
| Renault     | Renault Clio Rally3 | Paschalis Chatzimarkos           | P          | Paschalis Chatzimarkos    | Marios Tsaoussoglou   | 10              |
| Renault     | Renault Clio Rally3 | Efthimios Halkias                | P          | Efthimios Halkias         | Nikos Komnos          | 10              |
| Renault     | Renault Clio Rally3 | ADAC Südbayern                   | P          | Hermann Gaßner Jr.        | Michael Wenzel        | 12              |
| Fonti:      |                     |                                  |            |                           |                       |                 |

## Risultati e statistiche
| Gara | Nome rally                                                      | Vincitori | Vincitori                           | Vincitori                           | Vincitori | Statistiche | Statistiche | Statistiche | Statistiche | Statistiche |
| Gara | Nome rally                                                      | Nº        | Pilota e copilota                   | Squadra e vettura                   | Tempo     | Speciali    | Lunghezza   | Iscritti    | Partiti     | Arrivati    |
| ---- | --------------------------------------------------------------- | --------- | ----------------------------------- | ----------------------------------- | --------- | ----------- | ----------- | ----------- | ----------- | ----------- |
| 1    | 92ème Rallye Automobile Monte-Carlo (25–28 gennaio) — Resoconto | 46        | Jan Černý Ondřej Krajča             | privato (Ford Fiesta Rally3)        | 3h42'09"1 | 17          | 324,44 km   | 3           | 2           | 2           |
| 2    | 71th Sweden Rally (15-18 febbraio) — Resoconto                  | 51        | Mille Johansson Johan Grönvall      | privato (Ford Fiesta Rally3)        | 2h49'33"8 | 18          | 300,10 km   | 18          | 18          | 13          |
| 3    | 72th Safari Rally Kenya (28-31 marzo) — Resoconto               | 34        | Hamza Anwar Adnan Din               | privato (Ford Fiesta Rally3)        | 6h16'11"8 | 19          | 367,76 km   | 1           | 1           | 1           |
| 4    | Croatia Rally 2024 (18-21 aprile) — Resoconto                   | 50        | Romet Jürgenson Siim Oja            | FIA Rally Star (Ford Fiesta Rally3) | 3h02'44"1 | 20          | 283,28 km   | 21          | 20          | 18          |
| 5    | 57º Vodafone Rally de Portugal (9-12 maggio) — Resoconto        | 63        | Diego Domínguez Jr. Rogelio Peñate  | privato (Ford Fiesta Rally3)        | 4h09'54"7 | 22          | 337,04 km   | 9           | 9           | 6           |
| 6    | 21º Rally Italia Sardegna (30 maggio-2 giugno) — Resoconto      | 77        | Diego Domínguez Jr. Rogelio Peñate  | privato (Ford Fiesta Rally3)        | 3h33'09"3 | 16          | 266,12 km   | 20          | 17          | 16          |
| 7    | 80º ORLEN Rajd Polski (27-30 giugno) — Resoconto                | 46        | Diego Domínguez Jr. Rogelio Peñate  | privato (Ford Fiesta Rally3)        | 2h53'28"9 | 19          | 303,16 km   | 9           | 8           | 8           |
| 8    | Tet Rally Latvia 2024 (18-21 luglio) — Resoconto                | 44        | Joosep Ralf Nõgene Aleks Lesk       | LightGrey (Renault Clio Rally3)     | 2h51'52"1 | 20          | 300,13 km   | 4           | 2           | 2           |
| 9    | 73th Secto Rally Finland (1-4 agosto) — Resoconto               | 60        | Jesse Kallio Ville Pynnönen         | privato (Ford Fiesta Rally3)        | 2h48'30"3 | 20          | 305,69 km   | 22          | 20          | 14          |
| 10   | 68. EKO Acropolis Rally Greece (5-8 settembre) — Resoconto      | 63        | Norbert Maior Francesca Maria Maior | privato (Ford Fiesta Rally3)        | 4h02'05"7 | 15          | 305,30 km   | 19          | 18          | 14          |
| 11   | 3° Rally Chile BIOBÍO (26-29 settembre) — Resoconto             | 38        | Diego Domínguez Jr. Rogelio Peñate  | privato (Ford Fiesta Rally3)        | 3h26'06"6 | 16          | 306,76 km   | 3           | 3           | 3           |
| 12   | Rally dell'Europa Centrale (17-20 ottobre) — Resoconto          | 38        | Mattéo Chatillon Maxence Cornuau    | privato (Renault Clio Rally3)       | 2h58'43"2 | 18          | 302,51 km   | 10          | 10          | 9           |
| 13   | Rally del Giappone (21-24 novembre) — Resoconto                 | 39        | Diego Domínguez Jr. Rogelio Peñate  | privato (Ford Fiesta Rally3)        | 3h49'22"2 | 21          | 302,59 km   | 2           | 2           | 2           |

Legenda: Nº = Numero di gara.

## Classifiche

### Punteggio
Il punteggio rimase inalterato rispetto alla precedente edizione. A parità di punti, in tutte le classifiche prevaleva chi aveva ottenuto il miglior risultato e/o il maggior numero di essi. A parità di punteggio, in tutte le classifiche prevaleva chi aveva ottenuto il miglior risultato e/o il maggior numero di essi.
| Posizione finale | 1ª | 2ª | 3ª | 4ª | 5ª | 6ª | 7ª | 8ª | 9ª | 10ª |
| Punti            | 25 | 18 | 15 | 12 | 10 | 8  | 6  | 4  | 2  | 1   |

### Classifica generale piloti
Per la graduatoria finale piloti erano validi soltanto i migliori cinque risultati sui sette appuntamenti a cui i concorrenti si fossero iscritti.
| Pos. | Pilota                 | MON | SVE   | SAF | CRO  | POR | ITA | POL | LET | FIN   | ACR | CIL | EUR | GIA | Punti |
| ---- | ---------------------- | --- | ----- | --- | ---- | --- | --- | --- | --- | ----- | --- | --- | --- | --- | ----- |
| 1    | Diego Domínguez Jr.    |     | (Rit) |     | (13) | 1   | 1   | 1   |     |       |     | 1   |     | 1   | 125   |
| 2    | Mattéo Chatillon       |     |       |     | 2    | 2   | 16  | 4   |     | (Rit) |     |     | 1   |     | 73    |
| 3    | Romet Jürgenson        |     | 2     |     | 1    |     | 12  |     |     | 13    | 2   |     |     |     | 61    |
| 4    | Ghjuvanni Rossi        | 2   |       |     |      | 5   | 14  |     |     |       |     | 3   |     | 2   | 61    |
| 5    | Jan Černý              | 1   | Rit   |     |      | 4   |     | 5   | WD  |       |     |     | 6   |     | 55    |
| 6    | Norbert Maior          |     | 8     |     | 5    |     | 5   |     |     | Rit   | 1   |     |     |     | 49    |
| 7    | Taylor Gill            |     | 7     |     | 4    |     | 6   |     |     | 2     | 10  |     |     |     | 45    |
| 8    | Ali Türkkan            |     |       |     | Rit  |     | 2   |     |     | 3     | 5   |     |     |     | 43    |
| 9    | Tom Rensonnet          |     | 5     |     | 14   |     | 10  |     |     | 4     | 3   |     |     |     | 38    |
| 10   | Filip Kohn             |     | Rit   |     | 3    |     |     |     |     |       |     |     | 2   |     | 33    |
| 11   | Nataniel Bruun         |     | 12    |     | (18) |     | 7   | 3   |     | 8     | 6   |     |     |     | 33    |
| 12   | Petr Borodin           |     | 6     |     | Rit  |     | 4   |     |     | 5     | Rit |     |     |     | 30    |
| 13   | Mille Johansson        |     | 1     |     |      |     |     |     |     |       |     |     |     |     | 25    |
| 14   | Hamza Anwar            |     |       | 1   |      |     |     |     |     |       |     |     |     |     | 25    |
| 15   | Joosep Ralf Nõgene     |     |       |     |      |     |     |     | 1   |       |     |     |     |     | 25    |
| 16   | Jesse Kallio           |     |       |     |      |     |     |     |     | 1     |     |     |     |     | 25    |
| 17   | Max Smart              |     | 9     |     | 10   |     | 3   |     |     | 12    | 8   |     |     |     | 22    |
| 18   | Tristan Charpentier    |     |       |     | 8    | 6   |     |     |     | WD    |     |     | 5   |     | 22    |
| 19   | Eamonn Kelly           |     | 3     |     | Rit  |     | 11  |     |     | 7     | WD  |     |     |     | 21    |
| 20   | Kerem Kazaz            |     |       |     |      |     |     |     | 2   | 10    |     |     |     |     | 19    |
| 21   | Bruno Bulacia          |     | Rit   |     |      | 3   | 8   |     |     |       |     |     |     |     | 19    |
| 22   | Eduardo Castro         |     |       |     |      |     | 15  |     |     |       |     | 2   |     |     | 18    |
| 23   | Jakub Matulka          |     | 13    |     | 12   |     | WD  | 2   |     |       |     |     |     |     | 18    |
| 24   | Jose Caparó            |     | Rit   |     | 9    |     | 13  |     |     | 9     | 4   |     |     |     | 16    |
| 25   | Hermann Gaßner Jr.     |     |       |     |      |     |     |     |     |       |     |     | 3   |     | 15    |
| 26   | Hubert Laskowski       |     |       |     |      |     |     |     |     | SQ    | 14  |     | 4   |     | 12    |
| 27   | Raúl Hernández         |     | 4     |     | 17   |     | Rit |     |     | WD    |     |     |     |     | 12    |
| 28   | Fabio Schwarz          |     | Rit   |     | 16   |     | 9   |     |     | 6     | Rit |     |     |     | 10    |
| 29   | Roberto Blach Jr.      |     | 10    |     | 6    |     |     |     |     |       |     |     |     |     | 9     |
| 30   | Marek Roefler          |     |       |     |      |     |     | 6   |     |       |     |     |     |     | 8     |
| 31   | Viliam Prodan          |     |       |     | 7    |     |     |     |     |       |     |     |     |     | 6     |
| 32   | Paweł Ważny            |     |       |     |      |     |     | 7   |     |       |     |     |     |     | 6     |
| 33   | Claire Schönborn       |     |       |     |      |     |     |     |     |       |     |     | 7   |     | 6     |
| 34   | Efthimios Halkias      |     |       |     |      |     |     |     |     |       | 7   |     |     |     | 6     |
| 35   | Slaven Šekuljica       |     |       |     | 11   | Rit | WD  |     |     |       | Rit |     | 8   |     | 4     |
| 36   | Grzegorz Bonder        |     |       |     |      |     |     | 8   |     | 11    |     |     |     |     | 4     |
| 37   | Lyssia Baudet          |     |       |     |      |     |     |     |     |       |     |     | 9   |     | 2     |
| 38   | Paschalis Chatzimarkos |     |       |     |      |     |     |     |     |       | 9   |     |     |     | 2     |
| Pos. | Pilota                 | MON | SVE   | SAF | CRO  | POR | ITA | POL | LET | FIN   | ACR | CIL | EUR | GIA | Punti |

| Colore  | Risultato                |
| ------- | ------------------------ |
| Oro     | Vincitore                |
| Argento | 2º posto                 |
| Bronzo  | 3º posto                 |
| Verde   | Finito a punti           |
| Blu     | Finito senza punti       |
| Blu     | Non classificato (NC)    |
| Viola   | Ritirato (Rit)           |
| Nero    | Squalificato (SQ)        |
| Nero    | Escluso (ES)             |
| Bianco  | Non ha gareggiato        |
| Bianco  | Iscrizione ritirata (WD) |
| Bianco  | Non partito (NP)         |
| Bianco  | Gara cancellata (C)      |

### Classifica generale copiloti
Per la graduatoria finale copiloti erano validi soltanto i migliori quattro risultati sui cinque appuntamenti a cui i concorrenti si fossero iscritti.
| Pos. | Copilota              | MON | SVE   | SAF | CRO  | POR | ITA | POL | LET | FIN   | ACR | CIL | EUR | GIA | Punti |
| ---- | --------------------- | --- | ----- | --- | ---- | --- | --- | --- | --- | ----- | --- | --- | --- | --- | ----- |
| 1    | Rogelio Peñate        |     | (Rit) |     | 13   | 1   | 1   | 1   |     |       |     | 1   |     | 1   | 125   |
| 2    | Maxence Cornuau       |     |       |     | 2    | 2   | 16  | 4   |     | (Rit) |     |     | 1   |     | 73    |
| 3    | Siim Oja              |     | 2     |     | 1    |     | 12  |     |     | 13    | 2   |     |     |     | 61    |
| 4    | Kylian Sarmezan       | 2   |       |     |      | 5   | 14  |     |     |       |     | 3   |     | 2   | 61    |
| 5    | Ondřej Krajča         | 1   | Rit   |     |      | 4   |     | 5   | WD  |       |     |     | 6   |     | 55    |
| 6    | Francesca Maria Maior |     | 8     |     | 5    |     | 5   |     |     | Rit   | 1   |     |     |     | 49    |
| 7    | Daniel Brkic          |     | 7     |     | 4    |     | 6   |     |     | 2     | 10  |     |     |     | 45    |
| 8    | Burak Erdener         |     |       |     | Rit  |     | 2   |     |     | 3     | 5   |     |     |     | 43    |
| 9    | Pablo Olmos           |     | 12    |     | (18) |     | 7   | 3   |     | 8     | 6   |     |     |     | 33    |
| 10   | Roman Cheprasov       |     | 6     |     | Rit  |     | 4   |     |     | 5     | Rit |     |     |     | 30    |
| 11   | Corentin Silvestre    |     |       |     |      |     |     |     | 2   | 10    |     |     | 5   |     | 29    |
| 12   | Manon Deliot          |     |       |     | 14   |     | 10  |     |     | 4     | 3   |     |     |     | 28    |
| 13   | Johan Grönvall        |     | 1     |     |      |     |     |     |     |       |     |     |     |     | 25    |
| 14   | Adnan Din             |     |       | 1   |      |     |     |     |     |       |     |     |     |     | 25    |
| 15   | Aleks Lesk            |     |       |     |      |     |     |     | 1   |       |     |     |     |     | 25    |
| 16   | Ville Pynnönen        |     |       |     |      |     |     |     |     | 1     |     |     |     |     | 25    |
| 17   | Cameron Fair          |     | 9     |     | 10   |     | 3   |     |     | 12    | 8   |     |     |     | 22    |
| 18   | Conor Mohan           |     | 3     |     | Rit  |     | 11  |     |     | 7     | WD  |     |     |     | 21    |
| 19   | Gabriel Morales       |     | Rit   |     |      | 3   | 8   |     |     |       |     |     |     |     | 19    |
| 20   | Ross Whittock         |     |       |     |      |     |     |     |     |       |     |     | 2   |     | 18    |
| 21   | Diego Vallejo         |     |       |     |      |     |     |     |     |       |     | 2   |     |     | 18    |
| 22   | Daniel Dymurski       |     | 13    |     | 12   |     | WD  | 2   |     |       |     |     |     |     | 18    |
| 23   | Esther Gutiérrez      |     | Rit   |     | 9    |     | 13  |     |     | 9     | 4   |     |     |     | 16    |
| 24   | Tom Woodburn          |     | Rit   |     | 3    |     |     |     |     |       |     |     |     |     | 15    |
| 25   | Michael Wenzel        |     |       |     |      |     |     |     |     |       |     |     | 3   |     | 15    |
| 26   | Michał Kuśnierz       |     |       |     |      |     |     |     |     | SQ    | 14  |     | 4   |     | 12    |
| 27   | José Murado González  |     | 4     |     | 17   |     | Rit |     |     | WD    |     |     |     |     | 12    |
| 28   | Florian Barral        |     |       |     | 8    | 6   |     |     |     |       |     |     |     |     | 12    |
| 29   | Loïc Dumont           |     | 5     |     |      |     |     |     |     |       |     |     |     |     | 10    |
| 30   | Bernhard Ettel        |     | Rit   |     | 16   |     | 9   |     |     | 6     | Rit |     |     |     | 10    |
| 31   | Mauro Barreiro        |     | 10    |     | 6    |     |     |     |     |       |     |     |     |     | 9     |
| 32   | Marek Bała            |     |       |     |      |     |     | 6   |     |       |     |     |     |     | 8     |
| 33   | Marko Stiperski       |     |       |     | 7    |     |     |     |     |       |     |     |     |     | 6     |
| 34   | Bartosz Dzienis       |     |       |     |      |     |     | 7   |     |       |     |     |     |     | 6     |
| 35   | Nikos Komnos          |     |       |     |      |     |     |     |     |       | 7   |     |     |     | 6     |
| 36   | Jara Hain             |     |       |     |      |     |     |     |     |       |     |     | 7   |     | 6     |
| 37   | Damir Petrović        |     |       |     | 11   | Rit | WD  |     |     |       | Rit |     | 8   |     | 4     |
| 38   | Paweł Pochroń         |     |       |     |      |     |     | 8   |     | 11    |     |     |     |     | 4     |
| 39   | Marios Tsaoussoglou   |     |       |     |      |     |     |     |     |       | 9   |     |     |     | 2     |
| 40   | Léa Sam-Caw-Freve     |     |       |     |      |     |     |     |     |       |     |     | 9   |     | 2     |
| Pos. | Copilota              | MON | SVE   | SAF | CRO  | POR | ITA | POL | LET | FIN   | ACR | CIL | EUR | GIA | Punti |

| Colore  | Risultato                |
| ------- | ------------------------ |
| Oro     | Vincitore                |
| Argento | 2º posto                 |
| Bronzo  | 3º posto                 |
| Verde   | Finito a punti           |
| Blu     | Finito senza punti       |
| Blu     | Non classificato (NC)    |
| Viola   | Ritirato (Rit)           |
| Nero    | Squalificato (SQ)        |
| Nero    | Escluso (ES)             |
| Bianco  | Non ha gareggiato        |
| Bianco  | Iscrizione ritirata (WD) |
| Bianco  | Non partito (NP)         |
| Bianco  | Gara cancellata (C)      |